# Puchar Anglii w piłce nożnej (1872/1873)
Puchar Anglii w piłce nożnej 1872–1873 – druga edycja najstarszych w historii rozgrywek piłkarskich. W turnieju wzięło udział 16 drużyn, rozegrano 13 spotkań (2 z zaplanowanych się nie odbyły). Najlepsza ponownie okazała się drużyna Wanderers F.C., która w finale pokonała Oxford University.

## Wyniki

### I runda
| data                                      | gospodarz         | wynik    | gość              | uwagi |
| ----------------------------------------- | ----------------- | -------- | ----------------- | ----- |
| 19 października 1872                      | Barnes            | 0 : 1    | South Norwood     |       |
| 26 października 1872                      | 1st Surrey Rifles | 2 : 0    | Upton Park        |       |
| 26 października 1872                      | Maidenhead        | 1 : 0    | Great Marlow F.C. |       |
| 26 października 1872                      | Oxford University | 3 : 2    | Crystal Palace    |       |
| 26 października 1872                      | Royal Engineers   | 3 : 0    | Civil Service     |       |
| 26 października 1872                      | Windsor Home Park | 4 : 2    | Reigate Priory    |       |
|                                           | Clapham Rovers    | walkower | Hitchin           |       |
| Queen’s Park i Wanderers F.C. – wolny los |                   |          |                   |       |

### II runda
| data                                                       | gospodarz         | wynik | gość              | uwagi |
| ---------------------------------------------------------- | ----------------- | ----- | ----------------- | ----- |
| 23 listopada 1872                                          | Clapham Rovers    | 0 : 3 | Oxford University |       |
| 23 listopada 1872                                          | Maidenhead        | 3 : 0 | 1st Surrey Rifles |       |
| 7 grudnia 1872                                             | Windsor Home Park | 3 : 0 | South Norwood     |       |
| Queen’s Park, Royal Engineers i Wanderers F.C. – wolny los |                   |       |                   |       |

### III runda
| data                                      | gospodarz         | wynik | gość            | uwagi |
| ----------------------------------------- | ----------------- | ----- | --------------- | ----- |
| 9 grudnia 1872                            | Oxford University | 1 : 0 | Royal Engineers |       |
| 21 grudnia 1872                           | Windsor Home Park | 0 : 1 | Maidenhead      |       |
| Queen’s Park i Wanderers F.C. – wolny los |                   |       |                 |       |

### Ćwierćfinał
| data                                      | gospodarz         | wynik | gość       | uwagi |
| ----------------------------------------- | ----------------- | ----- | ---------- | ----- |
| 3 lutego 1873                             | Oxford University | 4 : 0 | Maidenhead |       |
| Queen’s Park i Wanderers F.C. – wolny los |                   |       |            |       |

### Półfinał
| data                       | gospodarz         | wynik    | gość         | uwagi |
| -------------------------- | ----------------- | -------- | ------------ | ----- |
|                            | Oxford University | walkower | Queen’s Park |       |
| Wanderers F.C. – wolny los |                   |          |              |       |

### Finał
Tytuł obroniła drużyna Wanderers F.C., wygrywając po bramkach Kinnairda i Wollastona. Druga bramka została strzelona gdy w bramce przeciwników nie było bramkarza. Andrew Lech grający wtedy jako bramkarz został przesunięty w pole, próbując stworzyć przewagę w nadziei na wyrównanie.
| 29 marca 1873 11:30 | Wanderers F.C. · Arthur Kinnaird 27' · Charles Wollaston 80' | 2 : 0(1:0) | Oxford University | Lille Bridge, Londyn Widzów: 3000 Sędzia: Alfred Stair (Upton Park) |
|                     |                                                              |            |                   |                                                                     |

| Wanderers: |                               |
|            |                               |
| BR         | Reginald de Coutrtenay Welch  |
| OB         | Leonard Howell                |
| PO         | Edward Bowen                  |
| NA         | Charles Wollaston             |
| NA         | Robert Kingsford              |
| NA         | Alexander Bonsor              |
| NA         | kapitan William Kenyon-Slaney |
| NA         | Charles Thompson              |
| NA         | Julian Sturgis                |
| NA         | lord Arthur Kinnaird          |
| NA         | Henry H. Steward              |

| Royal Engineers: |                    |
|                  |                    |
| BR               | Andrew Leach       |
| OB               | Charles Mackarness |
| PO               | Francis Birley     |
| NA               | Charles Longman    |
| NA               | Arnold Kirke-Smith |
| NA               | Robert Vidal       |
| NA               | Frederick Maddison |
| NA               | Cuthbert Ottaway   |
| NA               | Harold Dixon       |
| NA               | Walter Paton       |
| NA               | J. R. E. Sumner    |